# Błahawiczy (przystanek kolejowy)
Błahawiczy (biał. Благавічы; ros. Благовичи) – przystanek kolejowy w pobliżu miejscowości Atrażża, w rejonie czauskim, w obwodzie mohylewskim, na Białorusi. Położony jest na linii Osipowicze – Mohylew – Krzyczew.
Nazwa pochodzi od oddalonej o 4,8 km miejscowości Błahawiczy.